# Marina Oswald Porter
Marina Nikolayevna Oswald Porter (nascida Prusakova em russo:  Марина Николаевна Прусакова; Severodvinsk, 17 de julho de 1941) é a viúva russo-americana de Lee Harvey Oswald. Após o assassinato do presidente John F. Kennedy e a morte de Oswald, ela testemunhou contra o marido na Comissão Warren e se casou novamente. Ela se tornou cidadã americana pouco depois e mais tarde mudou de opinião e passou a afirmar que Oswald era inocente.

## Juventude
Porter nasceu Marina Nikolayevna Prusakova na cidade de Molotovsk (atual Severodvinsk), em Arkhangelsk Oblast, no noroeste da União Soviética. Ela viveu lá com sua mãe e padrasto até 1957, quando se mudou para Minsk para morar com seu tio Ilya Prusakov, coronel do Ministério do Interior soviético, e estudar farmácia.

## A vida com Oswald
Marina conheceu Lee Harvey Oswald (um ex-fuzileiro naval dos EUA que desertou para a União Soviética) em um baile em 17 de março de 1961. Eles se casaram seis semanas depois e tiveram uma filha, June Lee, nascida no ano seguinte. Em junho de 1962, a família emigrou para os Estados Unidos e se estabeleceu em Dallas, Texas.
Em janeiro de 1963, Oswald encomendou pelo correio um revólver Smith & Wesson .38 e, em março, um rifle Mannlicher-Carcano. Mais tarde naquele mês, como Marina disse à Comissão Warren, ela tirou apenas uma fotografia de Oswald vestido de preto e segurando suas armas junto com uma edição do jornal The Militant, que nomeou o ex-general Edwin Walker como "fascista".
Essas fotos ficaram conhecidas como as "fotos do quintal" de Lee Oswald, que alguns teóricos da conspiração descartaram como falsas. A série de fotografias foi posteriormente encontrada na garagem da casa Paine, com exceção de uma, que havia sido dada a George de Mohrenschildt. A fotografia dada a de Mohrenschildt foi assinada e datada por Lee Oswald em 5 de abril de 1963.
Em abril de 1963, Marina e sua filha foram morar com Ruth Paine (que havia se separado recentemente de seu marido, Michael). Lee Oswald alugou um quarto separado em Dallas e mudou-se brevemente para Nova Orleans durante o verão de 1963. Paine soube por um vizinho que havia emprego disponível no Texas School Book Depository, e Oswald foi contratado e começou a trabalhar lá em 16 de outubro de 1963, como empacotador de pedidos. No dia 18 de outubro, Marina e Ruth Paine planejaram uma festa de aniversário para Oswald. Eles colocaram algumas decorações e ganharam um bolo de aniversário e vinho. Em 20 de outubro, Marina deu à luz uma segunda filha, Audrey Marina Rachel Oswald no Parkland Memorial Hospital.

## Assassinato de John F. Kennedy
Marina soube do assassinato de John F. Kennedy pela cobertura da mídia do evento e, mais tarde, da prisão de seu marido. Naquela tarde, os detetives do Departamento de Polícia de Dallas chegaram à casa dos Paine e, quando perguntada se Lee possuía um rifle, ela apontou para a garagem, onde Oswald guardava seu rifle enrolado em um cobertor; nenhum rifle foi encontrado. Ela foi posteriormente interrogada na casa de Paine e mais tarde na sede do Departamento de Polícia de Dallas, em referência ao envolvimento de seu marido no assassinato do presidente e no tiroteio do policial de Dallas J. D. Tippit. Marina testemunhou que quando viu o marido, ele estava calmo, mas “pelos olhos dele percebi que ele estava com medo. Ele se despediu de mim com os olhos. Eu sabia."
Ela ficou viúva aos 22 anos, dois dias após o assassinato, quando seu marido foi morto a tiros por Jack Ruby enquanto Oswald estava sendo transferido da Cadeia Municipal para a Cadeia do Condado. Marina pediu para ir ao Hospital Parkland ver o corpo de Oswald. Após o assassinato de Kennedy e a prisão de seu marido, Marina estava sob proteção do Serviço Secreto até completar seu depoimento perante a Comissão Warren. Questões sobre sua confiabilidade como testemunha foram expressas dentro da comissão, particularmente em relação às suas alegações sobre uma tentativa de assassinato do general Edwin Walker, e sua alegação de que Lee Oswald pretendia assassinar Richard Nixon. Em seu depoimento, ela declarou sua crença de que seu marido era culpado, uma opinião que ela reiterou em depoimento perante o Comitê Seleto da Câmara sobre Assassinatos em 1978.

## Vida posterior
Ela permaneceu primeiro em Dallas, Texas. Por William Manchester em A Morte de um Presidente:

A situação de Marie Tippit [esposa de J. D.  Tippit, policial baleado por Oswald] e Marina Oswald apelaram à generosidade americana;  malas de cheques e dinheiro caíram sobre eles.  A Sra. Tippit se comportou admiravelmente.  ... Marina ... levou uma carreira mais colorida.  Com US$ 70.000 em doações, ela contratou uma série de agentes de negócios.  O diário russo de seu marido trouxe US$ 20.000 e uma foto dele segurando a carabina Mannlicher-Carcano [a arma usada para atirar em Kennedy] US$ 5.000.  Então ela foi atrás da própria arma, argumentando que, como Oswald estava morto, ela não poderia ser usada como prova.  Um homem do petróleo de Denver que o queria como lembrança enviou a ela um adiantamento de US$ 10.000 – cerca de 49.900% de lucro sobre o investimento original de Lee – e então processou [Nicholas] Katzenbach por posse.  No início de 1966, um tribunal federal rejeitou o caso.  No final daquele outono, o Departamento de Justiça assumiu o título de C2766 [número de série da arma].

Dois anos após a morte de Oswald, ela se casou com o eletricista Kenneth Jess Porter, com quem teve um filho. Porter era uma drag racer divorciada duas vezes que estava na prisão 11 semanas após o casamento. Marina o acusou de violência doméstica, mas um juiz de paz os "reuniu". Em meados da década de 1970, ela se mudou para Rockwall, Texas. Em 1989, ela se naturalizou cidadã dos Estados Unidos.
Embora ela não tenha retratado formalmente nenhum de seus depoimentos na Comissão Warren, Marina afirmou posteriormente que agora acredita que Oswald era completamente inocente dos assassinatos de Kennedy e Tippit. Quando contatado por pesquisadores para uma teoria da conspiração de que Oswald era o "homem da oração", um homem visto de pé nos degraus da frente do Depositário em filmes feitos por Dave Wiegman da NBC-TV e Jimmy Darnell da WBAP-TV durante o assassinato, uma Marina inesperada disse a Ed LeDoux que o “Homem de Oração” era Lee.